# Adler (Familienname)
Adler ist ein deutscher und ein aschkenasischer jüdischer Familienname.

## Herkunft und Bedeutung
Als Symbol des Evangelisten Johannes diente der Adler häufig als Hauszeichen. Daraus wurde die Bezeichnung für die Bewohner abgeleitet. Zudem entwickelte sich der Familienname als Übername der Beschreibung charakterlicher oder äußerlicher Merkmale.

## Namensträger

### A
- Abraham Adler (Rabbiner, 1808) (1808–1880), deutscher Rabbiner
- Abraham Adler (Rabbiner, 1811) (1811–1856), deutscher Rabbiner und Schriftsteller
- Abraham Adler (Volkswirt) (1850–1922), deutscher Volkswirt
- Abraham Adler (Komponist) (1916–2003), österreichischer Oberkantor und Komponist
- Ada Adler (1878–1946), dänische Klassische Philologin
- Adolf Peter Adler (1812–1869), dänischer Pfarrer und Theologe
- Agnes Adler (1865–1935), dänische Pianistin und Musikpädagogin
- Alan Adler (* 1964), brasilianischer Segler
- Albert Adler (1870–1947), deutscher Kaufmann und Unternehmer (1938 Emigration nach Luxemburg, gest. in Mexiko)
- Albert von Adler (1888–1951), Schweizer Hämatologe
- Alexander Sussmann Adler (1816–1869), deutscher Rabbiner und Politiker
- Alexandra Adler (1901–2001), Neurologin und Psychiaterin
- Alexandre Adler (* 1950), französischer Historiker und Journalist
- Alexia Adler (1864–1929), deutsche Ordensschwester und Generaloberin
- Alfred Adler (1870–1937), österreichischer Arzt und Psychotherapeut
- Alfred Adler (Architekt) (1894–1982), österreichischer Architekt
- Alfred Adler (Romanist) (1907–1986), österreichischer Romanist
- Alfred Adler (Ethnologe) (* 1934), französischer Ethnologe und Anthropologe
- Allison Adler (* 1967), US-amerikanische Drehbuchautorin und Filmproduzentin
- Almut Adler (* 1951), freischaffende Fotografin und Autorin
- Alois Adler (General) (1864–1953), österreichischer Generalmajor
- Alois Adler (Bibliothekar) (1931–2003), österreichischer Bibliotheksdirektor, Mundartdichtungsförderer und Publizist
- Ambrosius Adler († 1549), deutscher Jurist
- Amy Adler (* 1966), US-amerikanische Künstlerin
- Andreas Heinrich Adler (* 1957), deutscher Maler und Bildhauer
- Angela Adler (1877–1927), österreichische Malerin
- Anja Adler (* 1989), deutsche Parakanutin
- Anton Adler (1888–nach 1922), böhmisch-österreichischer Pädagoge und Chronist
- August Adler (Fotograf) (1841–1916), deutscher Fotograf
- August Adler (Mathematiker) (1863–1923), österreichischer Mathematiker

### B
- Bernhard Adler (1753–1810), böhmischer Arzt
- Bill Adler (1929–2014), US-amerikanischer Schriftsteller, Herausgeber und Übersetzer
- Billy Adler (* 1940), US-amerikanischer Film- und Videokünstler
- Brigitte Adler (1944–2004), deutsche Lehrerin und Politikerin (SPD)
- Bruno Adler (Literaturwissenschaftler) (1889–1968), deutscher Literaturwissenschaftler und Kunsthistoriker
- Bruno Adler (Bischof) (1896–1954), deutscher Geistlicher, Bischof der Deutschen Christen
- Bruno Fridrichowitsch Adler (1874–1942), russisch-deutscher Ethnologe, Anthropologe, Kurator und Professor der Moskauer Staatlichen Universität
- Buddy Adler (1906–1960), US-amerikanischer Filmproduzent

### C
- Carl Adler (Jurist) (1823–1896), deutscher Jurist und Politiker
- Carl Adler (Unternehmer) (1872–1957), deutscher Unternehmer, siehe Adler & Oppenheimer
- Carl Fredrik Adler (1720–1761), schwedischer Naturforscher und Arzt
- Carl Nicolaus Adler (1737–1816), deutscher Advokat und Bürgermeister von Stade
- Carl Wolfgang Adler (1833–nach 1890), österreichischer Schriftsteller
- Chris Adler (Schlagzeuger) (* 1972), US-amerikanischer Schlagzeuger
- Chris Adler (Schauspieler) (* 1975), US-amerikanischer Schauspieler
- Christian Adler (1946–2023), deutscher Anthropologe und Verhaltensforscher
- Christian Matthias Adler (1787–1850), deutscher Porzellanmaler
- Christina Adler (* 1980), deutsche Filmregisseurin
- Christine Adler (* 1976), deutsche Schauspielerin
- Christopher Adler (* 1972), US-amerikanischer Komponist und Musiker
- Cornelius Adler (* 1989), deutscher Basketballspieler
- Cyrus Adler (1863–1940), US-amerikanischer Judaist

### D
- Daniel Adler (* 1958), brasilianischer Segler
- Dankmar Adler (1844–1900), deutscher Architekt
- David Adler (Architekt) (1882–1949), US-amerikanischer Architekt
- David Adler (Physiker) (1935–1987), US-amerikanischer Physiker
- David A. Adler (* 1947), US-amerikanischer Autor
- David Baruch Adler (1826–1878), dänischer Bankier
- Dieter Adler (Sportjournalist) (1936–2024), deutscher Sportjournalist
- Dieter Adler (Psychologe) (* 1958), deutscher Psychotherapeut und Autor

### E
- Edmund Adler (1876–1965), österreichischer Künstler
- Eduard Adler (1861–1938), deutscher Journalist und Politiker
- Egon Adler (Maler) (1892–1963), tschechisch-amerikanischer Maler
- Egon Adler (1937–2015), deutscher Radsportler
- Elio Adler (* 1971), deutscher Zahnarzt und Gründer der WerteInitiative. jüdisch-deutsche Positionen
- Elisabeth Adler (1926–1997), deutsche Pädagogin
- Elkan Nathan Adler (1861–1946), britischer Jurist und Reisender
- Elmer Adler (1892–1970), US-amerikanischer Offizier
- Emanuel Adler (Komponist) (1845–1926), deutscher Komponist und Organist
- Emanuel Adler (Jurist) (1873–1930), österreichischer Jurist
- Emanuel Adler (Politikwissenschaftler) (* 1947), uruguayischer Politikwissenschaftler
- Emanuel Adler-Alfieri (1889–1964), österreichischer Drehbuchautor und Produktionsleiter beim deutschen Stummfilm, siehe Emanuel Alfieri
- Emil Adler (1900–1971), tschechischer Mediziner und Hochschullehrer
- Emma Adler (1858–1935), österreichische Journalistin
- Ephraim Adler (1855–1910), deutscher Mediziner
- Erich Adler (1905–1985), deutsch-schwedischer Chemiker
- Ernst Adler (Unternehmer, 1862) (1862–1938), böhmischer Unternehmer
- Ernst Adler (Unternehmer, 1873) (1873–1932), österreichisch-ungarischer Unternehmer und Komponist
- Ernst Adler (Bibliothekar) (1898–1981), deutscher Bibliothekar
- Ernst Adler (Übersetzer) (1903–nach 1976), österreichischer Jurist und Übersetzer
- Esther Adler, Mädchenname von Esther Carlebach (1853–1920), deutsche Autorin
- Esther Adler (Kunsthistorikerin) (* um 1978), US-amerikanische Kunsthistorikerin und Museumskuratorin
- Eugen Adler (1862–1920), österreichischer General
- Eva Adler-Hugonnet (1867–nach 1907), französische Opernsängerin
- Eva Liedström Adler (* 1954), schwedische Juristin und Regierungsbeamtin

### F
- Felix Adler (Philosoph) (1851–1933), deutschamerikanischer Philosoph
- Felix Adler (Musikkritiker) (* 1876 oder 1878; † 1927), österreichisch-tschechoslowakischer Musikkritiker
- Felix Adler (Drehbuchautor) (1884–1963), US-amerikanischer Drehbuchautor
- Felix Adler (Clown) (1895–1960), US-amerikanischer Clown
- Ferdinand Adler (1903–1952), österreichischer Violinist, Konzertmeister und Musikpädagoge
- Florian F. Adler (1921–1998/1999), Schweizer Architekt
- Frank Adler (* 1945), deutscher Soziologe
- Franz Adler (Politiker) (um 1814–1884), deutscher Rittergutsbesitzer und Politiker, MdL Sachsen
- Franz von Adler (1829–1898), deutscher Generalleutnant
- Franz Adler (Kaufmann) (1906–1986), deutscher Kaufmann und Verbandspräsident
- Franz Adler (Soziologe) (1908–1983), amerikanischer Soziologe österreichischer Herkunft
- Freda Adler (* 1934), US-amerikanische Kriminologin
- Frederick Charles Adler (1889–1959), US-amerikanischer Dirigent
- Friedrich Adler (Baurat) (1827–1908), deutscher Architekt, Baubeamter, Bauforscher und Archäologe
- Friedrich Adler (Schriftsteller) (1857–1938), österreichischer Schriftsteller
- Friedrich Adler (Künstler) (1878–1942), deutscher Designer und Bauplastiker
- Friedrich Adler (Politiker) (1879–1960), österreichischer Politiker (SDAP)
- Friedrich Adler (NS-Opfer) (1903–1941), deutsches Opfer des Holocaust
- Friedrich Adler (Ingenieur) (1916–1996), deutscher Ingenieur und Professor für Bergbaukunde
- Fritz Adler (Fabrikant) (1888–1965), deutscher Industrieller
- Fritz Adler (Archivar) (1889–1970), deutscher Archivar und Museumsdirektor

### G
- Georg Adler (Musiker, 1789) (György Adler; 1789–1862/1867), ungarischer Kirchenmusiker und Komponist
- Georg Adler (Ökonom) (1863–1908), deutscher Nationalökonom
- Georg Adler (Musiker, 1863) (1863–??), deutscher Pianist und Musikpädagoge
- Georg Adler (Schauspieler) (* 1937), deutscher Schauspieler
- Georg Christian Adler (1724–1804), deutscher Prediger und Archäologe
- Georg Josias Stephan Adler (1792–nach 1852), deutscher Propst
- Gosbert Adler (* 1956), deutscher Fotograf und Hochschullehrer
- Gottlieb Adler (1860–1893), österreichischer Physiker
- Guido Adler (Musikwissenschaftler) (1855–1941), österreichischer Musikwissenschaftler
- Guido Adler (Mediziner) (* 1946), deutscher Mediziner
- Günter Adler (* 1959), deutscher Musiker und Musikpädagoge
- Günther Adler (* 1933), deutscher Volkswirt, verurteilter Entführer und Mörder
- Gunther Adler (* 1963), Staatssekretär
- Gustav Adler (Mediziner) (1857–1928), österreichischer Polizeiarzt, Sozialhygieniker, Reformpädagoge und Hofrat
- Gustav Adler (1891–1963), deutscher Kaufmann und Politiker

### H
- H. G. Adler (1910–1988), österreichischer Schriftsteller
- Hans Adler (Autor) (1880–1957), österreichischer Librettist, Schriftsteller und Jurist
- Hans Adler (Anwalt) (1899–1966), deutscher Wirtschaftsanwalt
- Hans Adler (Politiker) (1920–2000), deutscher Politiker (SED)
- Hans Adler (Germanist) (* 1944), deutscher Germanist
- Hans-Gerd Adler (* 1941), deutscher Kommunalpolitiker (CDU)
- Hans Günther Adler (1910–1988), österreichischer Schriftsteller, siehe H. G. Adler
- Hans-Henning Adler (* 1949), deutscher Politiker (Die Linke)
- Hans Hermann Adler (1891–1956), deutscher Zeitungswissenschaftler und Hochschullehrer
- Harry Adler (Segler) (* 1928), brasilianischer Segler, Olympiateilnehmer 1964
- Harry Clay Adler (1865–1940), US-amerikanischer Zeitungsmanager
- Heinrich Adler (Kantor) († 1559), deutscher Kantor und Kanoniker
- Heinrich Adler (Mediziner) (1849–1909), österreichischer Mediziner und Redakteur
- Heinrich Adler (Agronom) (1860–1937), österreichischer Agronom und Redakteur
- Heinz Adler (Ingenieur) (1909–1988), deutscher Ingenieur und Hochschullehrer
- Heinz Adler (Politiker) (1912–1990), deutscher Politiker (SPD), Oberbürgermeister
- Heinz Adler (Offizier) (1918–1997), deutscher Brigadegeneral
- Helena Adler (1983–2024), österreichische Schriftstellerin und bildende Künstlerin
- Helene Adler (1849–1923), deutsche Schriftstellerin und Lehrerin
- Helga Adler (* 1943), deutsche Politikerin
- Herbert Adler (Mediziner) (1905–um 1977), deutscher Chirurg
- Herbert Adler (1935–2023), deutscher Schauspieler und Regisseur

- Hermann Adler (Oberrabbiner) (1839–1911), orthodoxer Oberrabbiner des Vereinigten Königreichs
- Hermann Adler (Mediziner) (1841–1921), deutscher Nervenarzt und Entomologe
- Hermann Adler (Generalmajor) (1890–1967), deutscher Generalmajor und Militärschriftsteller
- Hermann Adler (Schriftsteller) (1911–2001), deutscher Schriftsteller und Publizist
- Hermann Adler-Stüdeli (1858–1924), Schweizer Bildhauer und Steinmetz
- Hilde Adler (1885–1983), deutsche Ärztin
- Horst Adler (* 1941), österreichischer Prähistoriker
- Horst Adler (Illustrator) (* 1933), deutscher Illustrator
- Hugo Adler (Mediziner) (1895–1967), böhmischer Tuberkulosearzt
- Hugo Chaim Adler (1894–1955), belgischer Komponist, Kantor und Chorleiter

### I
- Ida Adler, Ehename von Ida Bauer (1882–1945),  österreichische Patientin von Sigmund Freud
- Ida Adler, Ehename von Ida Kühnel (1920–1999), deutsche Leichtathletin
- Ilona Kubiaczyk-Adler (* 1978), polnische Organistin und Musikpädagogin
- Ines Adler (* 1963), deutsche Schlagermusikerin

### J
- Jacob Georg Christian Adler (1756–1834), deutscher Theologe, Pädagoge und Hochschullehrer
- Jacob P. Adler (1855–1926), jiddischer Schauspieler und Theaterleiter
- Jankel Adler (1895–1949), polnischer Maler und Graveur
- Jenny Adler (* 1983), deutsche Biathletin
- Jenny Adler-Herzmark (1877–1950), österreichische Medizinerin, Chefärztin des Gewerbeinspektorats
- Jens Adler (* 1965), deutscher Fußballspieler
- Jeremy Adler (* 1947), britischer Dichter und Hochschullehrer
- Jerry Adler (Musiker) (1918–2010), US-amerikanischer Mundharmonikaspieler
- Jerry Adler (Schauspieler) (* 1929), US-amerikanischer Schauspieler
- Jerry Adler (Produzent) (1929–1993), US-amerikanischer Film- und Fernsehproduzent
- Joe Adler (* 1993), US-amerikanischer Schauspieler
- Johan Gunder Adler (1784–1852), dänisch-norwegischer Beamter
- Johann Adler (Instrumentenbauer) (1800–1866), deutscher Musikinstrumentenbauer
- Johann Christoph Georg Adler (1758–1815), deutscher Jurist
- Johann Friedrich Adler (1702–1757), deutscher Philologe
- Johann Kaspar Adler (1488–1560), deutscher Theologe, siehe Caspar Aquila
- Johann Samuel Adler (1738–1799), deutscher Beamter
- Johannes Adler († 1518), deutscher Jurist und Hochschullehrer
- John Adler (1959–2011), US-amerikanischer Politiker
- John Hans Adler (1912–1980), US-amerikanischer Entwicklungsökonom
- Jonathan Adler (* 1966), US-amerikanischer Keramiker, Designer und Autor
- Josef Adler (Bibliothekar) (1876–1954), deutscher Lehrer, Bibliothekar und Naturforscher
- Josef Adler (Architekt) (1886–nach 1931), deutscher Architekt und Baumeister
- Josef Adler, eigentlicher Name von Wawau Adler (* 1967), deutscher Jazzmusiker
- Joseph Adler (1839–nach 1911), deutscher Komponist und Chorleiter
- Julia Rebekka Adler (* 1978), deutsche Bratschistin
- Julius Adler (Rechtsanwalt) (1882–1934), deutscher Rechtsanwalt und Opfer des Röhm-Putsches
- Julius Adler (Politiker) (1894–1945), deutscher Politiker (KPD)
- Julius Adler (Biochemiker) (1930–2024), US-amerikanischer Biochemiker
- Julius Ochs Adler (1892–1955), US-amerikanischer Offizier
- Juliusz Adler (1880–nach 1914), polnischer Schauspieler
- Jürgen Adler (Maler) (1941–1995), deutscher Maler und Grafiker
- Jürgen Adler (* 1950), deutscher Jurist und Politiker, MdA
- Jussi Adler-Olsen (* 1950), dänischer Autor

### K
- Karl Adler (Journalist) (1885–1942), österreichischer Journalist
- Karl Adler (Musikwissenschaftler) (1890–1973), deutscher Musikwissenschaftler
- Karl Adler (Mediziner) (1894–1966), deutscher Gynäkologe
- Karl Christian Adler (1790–1887), deutscher Pfarrer und Abgeordneter in Reuß j.L.
- Karl Friedrich Adler (Politiker) (1828–1883), deutscher Rittergutsbesitzer und Abgeordneter in Sachsen
- Karl Friedrich Adler (Jurist) (1865–1924), österreichischer Rechtswissenschaftler
- Karl-Heinz Adler (1927–2018), deutscher Maler, Bildhauer und Konzeptkünstler
- Karl Adler (Kunstsammler) (1873–1938), deutscher Kunstsammler und Förderer
- Katharina Adler (Publizistin) (1919–2010), deutsche Journalistin, Lektorin und Publizistin
- Katharina Adler (Autorin) (* 1980), deutsche Autorin und Dramatikerin
- Katja Adler (* 1974), deutsche Politikerin (FDP)
- Kim Adler (* 1979), deutscher Fernsehmoderator
- Konrad Adler (1898–1957), deutscher Firmengründer
- Kraig Adler (* 1940), US-amerikanischer Herpetologe und Hochschullehrer
- Kurd Adler (1892–1916), deutscher Lyriker
- Kurt Adler (Dirigent) (1907–1977), österreichisch-amerikanischer Dirigent, Chorleiter und Dirigent der Metropolitan Opera
- Kurt Herbert Adler (1905–1988), österreichisch-amerikanischer Dirigent, Leiter der San Francisco Opera

### L
- Larry Adler (1914–2001), US-amerikanischer Mundharmonikaspieler
- Lars Adler (* 1976), deutscher Historiker und Ordenskundler
- Laure Adler (* 1950), französische Journalistin
- Lawrence James Adler (1931–1988), australischer Unternehmer
- Lazarus Adler (1810–1886), deutscher Rabbiner und Schriftsteller
- Lena Adler (1941–2023), schwedische Turnerin
- Leo Adler (Mediziner) (1886–1925), deutscher Pharmakologe
- Leo Adler (Architekt) (1891–1962), deutscher Architekturwissenschaftler
- Leo Adler (Maler) (1897–1987), österreichischer Maler und Grafiker
- Leonhard Adler (1882–1965), österreichisch-deutscher Ingenieur und Politiker
- Leonore Adler (* 1953), deutsche Malerin, Grafik-Designerin, Schriftsetzerin, Performance- und Installationskünstlerin
- Leopold Adler (Fotograf) (1848–1924), tschechisch-rumänischer Fotograf
- Leopold Adler (Regisseur) (1850–1919), österreichischer Schauspieler, Regisseur und Dramatiker
- Leopold Adler (Denkmalpfleger) (1923–2012), US-amerikanischer Denkmalpfleger
- Lisa Adler (* 1962), deutsche Schauspielerin
- Lou Adler (Tennisspielerin), (* 1996), französische Tennisspielerin
- Lou Adler (* 1933), US-amerikanischer Musikproduzent
- Ludwig Adler (Mediziner) (1876–1958), österreichischer Geburtshelfer und Gynäkologe
- Ludwig Adler, Pseudonym von Luzian Geier (* 1948), deutscher Journalist
- Luther Adler (1903–1984), US-amerikanischer Schauspieler

### M
- Malka Adler (* 1945), israelische Autorin
- Manfred Adler (1928–2005), deutscher Religionslehrer, Ordenspriester sowie Verfasser traditionalistischer sowie antisemitischer Schriften
- Margarete Adler (1896–1990), österreichische Schwimmerin
- Margit Téry-Adler (1892–1977), ungarische Grafikdesignerin und Innenarchitektin
- Margot Adler (1946–2014), deutsche Autorin und Journalistin
- Maria Adler-Krafft (1924–2019), deutsche Malerin und Grafikerin
- Maria Adler-Nadas (* 1938/1939), ungarische Malerin
- Mark Adler (Mathematiker) (* 1950), US-amerikanischer Mathematiker
- Mark Adler (Informatiker) (* 1959), US-amerikanischer Informatiker und Raumfahrtingenieur
- Mark Adler (Musiker), US-amerikanischer Musiker und Filmkomponist
- Martin Adler (1958–2006), schwedischer Journalist und Fotograf
- Max Adler (Musiker) (1863–1938), österreichischer Violinist, Violinpädagoge, Dirigent und Musikschriftsteller
- Max Adler (Philanthrop) (1866–1952), US-amerikanischer Geiger, Geschäftsmann und Philanthrop
- Max Adler (Historiker) (1867–1937), deutscher Historiker, Literaturwissenschaftler und Pädagoge
- Max Adler (Jurist) (1873–1937), österreichischer Jurist, Sozialphilosoph und Politiker (SPÖ), Niederösterreichischer Landtagsabgeordneter
- Max Adler (Politiker, 1867) (1867–1940), deutscher Politiker (DNVP), MdL Sachsen
- Max Adler (Schriftsteller) (1877–1968), deutscher Journalist und Schriftsteller
- Max Adler (Chemiker) (1899–1982), Schweizer Chemiker
- Max Adler (Physiker) (1907–1981), deutsch-britischer Physiker
- Max Adler (Reeder) (* 1910), deutscher Reeder, siehe Argo Reederei
- Max Adler (Schauspieler) (* 1986), US-amerikanischer Schauspieler
- Max K. Adler (Max Kurt Adler; 1905–1986), deutscher Wirtschaftswissenschaftler und Parteifunktionär
- Maximilian Adler (1884–1944), tschechischer Klassischer Philologe
- Meinhard Adler (1937–2024), deutscher Psychiater und Autor
- Melanie Adler (Medizinerin) (1888–1942), österreichische Ärztin, Opfer des Holocaust und Tochter des Musikwissenschaftlers Guido Adler
- Melanie Adler (Schauspielerin) (* 1976), deutsche Schauspielerin und Sprecherin
- Mike Adler (* 1978), deutscher Schauspieler und MC
- Moritz Adler (Schriftsteller, 1831) (1831–1907), böhmisch-österreichischer Schriftsteller, Übersetzer und Pazifist
- Moritz Adler (Schriftsteller, 1839) (1839–1889), österreichisch-ungarischer Schriftsteller, Journalist und Herausgeber
- Moritz Adler (Fotograf) (1849–1920), tschechischer Fotograf
- Moritz Adler (Sänger) (Pseudonym Max Alfieri; 1858–1927), österreichisch-deutscher Sänger, Gesangspädagoge und Kritiker
- Mortimer Adler (1902–2001), amerikanischer Philosoph und Autor

### N
- Nathan Adler (1741–1800), deutscher Kabbalist und Rabbiner
- Nathan Marcus Adler (1803–1890), deutscher und britischer Rabbiner
- Nettie Adler (1868–1950), britische Politikerin (Liberal Party; Progressive Party)
- Nicky Adler (* 1985), deutscher Fußballspieler
- Nikki Adler (* 1987), deutsche Boxerin kroatischer Abstammung
- Nikolaus Adler (1902–1970), deutscher katholischer Theologe

### O
- Olga Adler, deutsche Fußballspielerin
- Oliver Adler (* 1967), deutscher Fußballtorwart
- Oscar Adler (1879–1936), österreichischer und tschechoslowakischer Internist
- Oskar Adler (Instrumentenbauer) (auch Oscar Adler; 1862–1922), deutscher Instrumentenbauer
- Oskar Adler (Musiker) (1875–1955), österreichischer Musiker und Astrologe
- Oswald Adler (1912–2005), israelischer Maler, Grafiker und Kunsttheoretiker ungarischer Herkunft
- Otto Adler (Gewerkschafter) (1876–1948), deutscher Gewerkschaftsfunktionär und Politiker (SPD)
- Otto Adler (Zoologe) (1915–1967), österreichischer Forstingenieur, Zoologe und Ornithologe
- Otto Adler (Ingenieur) (1929–2014), rumänischer Ingenieur und jüdischer Funktionär

### P
- Patricia A. Adler (* 1951), US-amerikanische Soziologin
- Paul Adler (1878–1946), deutscher Schriftsteller
- Paul Adler (Architekt) (1896–1981), deutscher Architekt
- Péter Adler (Mediziner) (1910–1983), ungarischer Mediziner
- Peter Adler (Schriftsteller) (1923–2012), deutscher Schriftsteller
- Peter Adler (Politiker) (1940–2010), deutscher Politiker (SPD)
- Peter Adler (Maler, 1941) (1941–1990), tschechisch-deutscher Maler, Keramiker und Kunstpädagoge
- Peter Adler (Soziologe) (* 1952), US-amerikanischer Soziologe
- Peter Adler (Maler, 1954) (* 1954), deutscher Maler und Bildhauer
- Peter Herman Adler (1899–1990), tschechisch-US-amerikanischer Dirigent
- Philipp Adler (1461–1532), deutscher Kaufmann
- Polly Adler (Bordellbetreiberin) (1900–1962), amerikanische Bordellbetreiberin
- Polly Adler, Pseudonym von Angelika Hager (* 1963), österreichische Journalistin und Autorin

### R
- Raissa Adler (1872–1962), österreichische Frauenrechtlerin
- Regine Kapeller-Adler (1900–1991), österreichisch-britische Biochemikerin und Pharmakologin
- Reinhard Adler (* 1947), deutscher Fußballspieler
- Renata Adler (* 1938), US-amerikanische Journalistin und Schriftstellerin
- René Adler (* 1985), deutscher Fußballtorwart
- Richard Adler (Reeder) (1881–1961), deutscher Reeder, siehe Argo Reederei
- Richard Adler (Maler) (1907–1977), deutscher Maler, Illustrator und Grafiker
- Richard Adler (Komponist) (1921–2012), US-amerikanischer Komponist und Liedtexter
- Robert Adler (Schauspieler) (1906–1987), US-amerikanischer Schauspieler
- Robert Adler (Physiker) (1913–2007), austroamerikanischer Physiker, Elektroniktechniker und Erfinder
- Rolf H. Adler (* 1936), Schweizer Arzt und Psychoanalytiker
- Roy Adler (1931–2016), US-amerikanischer Mathematiker
- Rudolf Adler (Rabbiner) (Rudolph Adler; 1920–2016), US-amerikanischer Rabbiner deutscher Herkunft
- Rudolf Adler (Regisseur) (* 1941), tschechischer Filmregisseur
- Rudolf Adler (Geologe) (* 1929), deutscher Geologe, Paläontologe und Hochschullehrer
- Rudolf Otto Wilhelm Adler (1833–1896), deutscher Generalmajor
- Ruth Adler Schnee (1923–2023), US-amerikanische Textildesignerin und Innenarchitektin

### S
- Sabine Adler (* 1963), deutsche Journalistin und Autorin
- Salo Adler (1857–1919), Pädagoge
- Salomon Adler (Maler) (1630–um 1691), deutscher Maler
- Salomon Adler-Rudel (auch Schalom Adler-Rudel; 1894–1975), österreichischer Sozialpolitiker
- Samuel Adler (Rabbiner) (1809–1891), deutscher Rabbiner
- Samuel Adler (Sänger) (1831–1899), US-amerikanischer Opernsänger deutscher Herkunft
- Samuel Adler (Maler) (1889–1979), US-amerikanischer Maler
- Samuel Adler (Komponist) (* 1928), US-amerikanischer Komponist deutscher Herkunft
- Samuel Hirsch Adler (1793–1811), Landesrabbiner der Grafschaft Wertheim
- Sara Adler (1858/1860–1953), US-amerikanische Schauspielerin des jiddischen Theaters in New York
- Sarah Adler (* 1978), französisch-israelische Schauspielerin
- Saul Adler (1895–1966), israelischer Parasitologe
- Sharon Adler (* 1962), deutsche Journalistin und Fotografin
- Siegfried von Adler (1830–1889), österreichischer Bankier
- Siegfried Adler (Sänger) (1871–1945), österreichischer Opern- und Operettensänger
- Siegfried Adler (Radsportler) (* 1943), deutscher Radrennfahrer
- Sigmund Adler (1853–1920), österreichischer Rechtshistoriker und Hochschullehrer
- Simon L. Adler (1867–1934), US-amerikanischer Jurist und Politiker
- Stella Adler (1901–1992), US-amerikanische Schauspielerin und Schauspiellehrerin
- Stephen Adler (Physiker) (* 1939), US-amerikanischer Physiker
- Stephen Adler (Journalist) (* 1955), US-amerikanischer Journalist
- Steven Adler (* 1965), US-amerikanischer Schlagzeuger

### T
- Theodor Adler (1813–1883), deutscher Gymnasiallehrer, Direktor in Köslin, Halle und Königsberg
- Thomas Adler (* 1965), deutscher Fußballspieler
- Thomas Viktor Adler (1914–?), deutscher Journalist

### U
- Uwe Adler (Moderner Fünfkämpfer) (* 1944), deutscher Moderner Fünfkämpfer
- Uwe Adler (Politiker) (* 1974), deutscher Politiker (SPD)

### V
- Valentina Adler (1898–1942), österreichische Kommunistin
- Victor Adler (auch Viktor Adler; 1852–1918), österreichischer Politiker
- Vincent Adler (1826–1871), ungarischer Komponist und Pianist

### W
- Walter Adler (Geistlicher) (1911–1980), deutscher evangelischer Pfarrer, Mitbegründer und Vorsitzender der Arbeitsgemeinschaft für das biblische Evangelium
- Walter Adler (* 1947), deutscher Regisseur
- Warren Adler (1927–2019), US-amerikanischer Schriftsteller
- Wawau Adler (* 1967), deutscher Jazzmusiker
- Werner Adler (* 1946), deutscher Fußballspieler
- Wilhelm Adler (Fotograf), deutscher Fotograf
- Wilhelm Adler (Ingenieur) (?–1928), deutscher Ingenieur, Gründer der Osnabrücker Maschinen- und Aufzugbau Adler & Dreier (Osma)
- Wilhelm Adler (Fabrikant) (1870–1938), österreichischer Fabrikant und Kommerzienrat
- Wilhelm Adler (Großhändler) (1891–1942), Großhändler für Papier- und Schreibwaren, im Zuge des Holocaust in Theresienstadt ermordet, siehe Liste der Stolpersteine in Hamburg-Rothenburgsort
- Wolfgang Adler (Botaniker) (* 1943), österreichischer Botaniker
- Wolfgang Adler (* 1959), deutscher Archäologe, Bodendenkmalpfleger und Hochschullehrer

### Y
- Yael Adler (* 1973), deutsche Ärztin und Autorin
- Yuval Adler, israelischer Filmregisseur und Drehbuchautor

## Fiktive Namensträger
- Irene Adler (* 1858), US-amerikanische Opernsängerin, Schauspielerin und Abenteurerin, siehe Figuren der Sherlock-Holmes-Erzählungen#Irene Adler